# Llengües munduruku
La subfamília de llengües munduruku es un conjunt de dues llengües ameríndies parlades al Brasil. La llengua munduruku es manté vigorosa malgrat que durant la segona meitat del s. XX la població va disminuir 10 vegades a causa de malalties exòtiques i malària; a la primeria del segle xxi la població està augmentant.
És una subfamília del tronc tupí, el de major extensió geogràfica al territori d'Amèrica del Sud.
| Llengua   | Cobertura geogràfica                                                                | Nombre aprox. de parlants                               | Codi ISO/DIS 639-3 |
| --------- | ----------------------------------------------------------------------------------- | ------------------------------------------------------- | ------------------ |
| Kuruaya   | Tributaris del baix riu Xingú, Pará (Brasil)                                        | 52 (1991)10 (2009)                                      | [kyr]              |
| Munduruku | Cursos mitjà i baix dels rius Tapajós i Madeira, estats de Pará i Amazones (Brasil) | 1.460 (1991)2.000-3.760 (1997)7.000 (2000)10.100 (2002) | [myu]              |